# Rockabilly
A rockabilly az egyik legkorábbi és legmeghatározóbb rock 'n' roll zenei műfaj, amely az 1950-es évek Amerikájában bukkant fel. A műfajt végig az eredeti megalkotója, Elvis Presley uralta, és jelentős befolyással bírt a későbbi rockzenére és popkultúrára rövid fénykora ellenére is. A 70-es évek végén és a 80-as évek elején a rockabilly feltámadt, és a mai napig megmaradt mint szubkultúra.

## Előzményei
A legközelebbi kapcsolatot a blues és a country zene között a 20-as évek country felvételein fedezhetjük fel. Jimmy Rodgers (Blue Yodeler), az első igazi country sztár a legtöbb slágerét blues stílusban adta elő, bár ez nagyban különbözött hangszerelés és hangzás tekintetében a fekete kortársak (Blind Lemon Jefferson, Bessie Smith) alkotásaitól.
Az 1930-as és 1940-es években két olyan zenei műfaj is kialakult, amelyben a country keveredett fekete zenei elemekkel. Bob Wills and his Texas Playboys zenekar híres előadója volt a western swing stílusnak, amely ötvözte a country éneklést és a gitárt a nagy zenekaros jazz zenével. Miután a rhythm and blues zenészek (Meade Lux Lewis és Pete Johnson) elindították az országos boogie-woogie őrületet, a country zenészek (Moon Mullican, The Delmore Brothers, Tennessee Ernie Ford) a később "Hillbilly Boogie" névre keresztelt műfajt kezdték el preferálni, amelyre jellemző volt az összefüggő vidékies vokál és a dalszövegek a boogie basszusára illeszkedtek.
A bluegrass értelmi szerzője Bill Monroe volt. A country eme új stílusa nagyon ódivatúnak tűnt, mivel a dalok többségét blues, népi ballada esetleg szalondal formájában adták elő. Monroe egyik zenekarának bendzsósa, Earl Scruggs kifejlesztett egy olyan gyors pengetési technikát, amely félelmetes lendületet és energiát adott a zenének.Ez a tempó meghatározó lett később a rockabillyben.
Végül az 1950-es évek elejére a kocsmai zenegépekben Hank Williams és Lefty Frizzell nevével fémjelzett Honky Tonk (magyarul: lebuj) stílus dominált. Az erős blues hatást mutató dalok általában a bulizásról, a csalódottságról és a silány életről szóltak. Olyan tömegek zenéje volt ez, akik szombat este a bárokban keresik a szerelmet, az italt vagy a balhékat. Hank Williams 1953 első napján halt meg szívelégtelenségben, pár hónappal azelőtt, hogy Elvis először járt a Sun Records stúdiójában.
A rockabilly mai napig is érezhető kulturális hatása első és legfontosabb előadójának, Elvis Presleynek köszönhető, aki sikeresen ötvözte Hank Williams zenei lázadását és izgatottságát James Dean fiatalos karizmájával. Jó megjelenésével, szexuálisan túlfűtött koncertjeivel és zenei újításával egy új demográfiai csoport hőse lett, a tizenéveseké.
A rockabilly zene a lázadás, a szexualitás és a szabadság keverékéből álló életérzést kultiválta. Elsősorban fehér zenészek játszották, így olyan kulturális forradalmat idézett elő, amelynek hatásai a mai napig érezhetőek.

## Kialakulása
A Sun Records egy kicsi és független kiadó volt a Tennessee állambeli Memphisben, amelyet Sam Phillips alapított. Néhány évig főleg blues és country zenészek dalaival foglalkozott a stúdió. Létezett egy olyan szolgáltatás is, amely lehetővé tette az átlagember számára is a saját dalok rögzítését díj ellenében. Elvis Presley is élt ezzel a lehetőséggel. Phillips ekkoriban gyakran mondogatta: "Ha találnék egy fehér srácot néger hanggal és életérzéssel, milliókat keresnék vele". Elvisben megtalálta azt az embert, akit keresett.

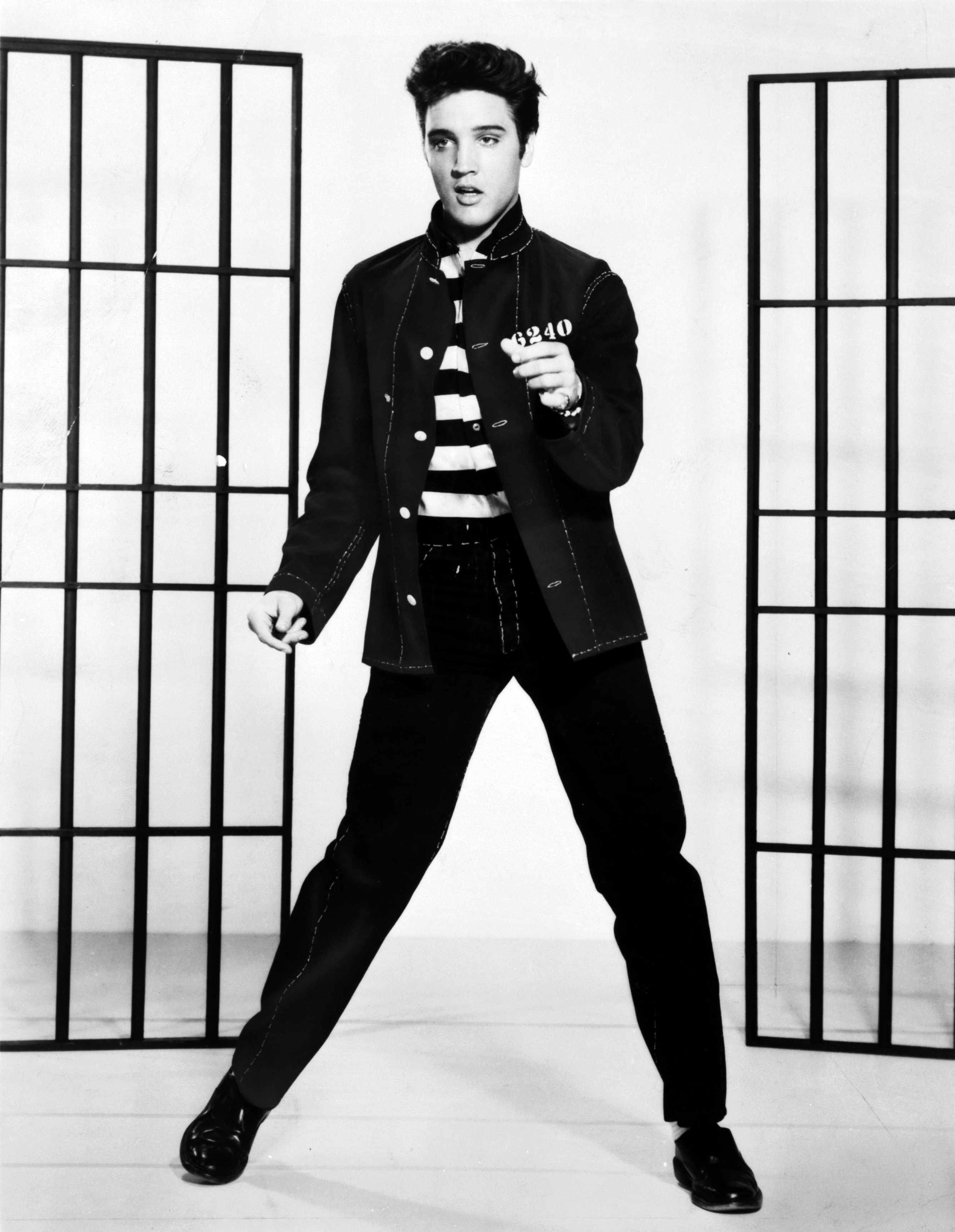
Elvis a "Jailhouse Rock" című filmben, 1957

Elvis egy helyi country zenekar két tagjával, a gitáros Scotty Moore-ral és a nagybőgős Bill Blackkel próbálta számok tucatjait, a countrytól a Dean Martin slágereken át egészen a gospelig. Amikor felvételre került a sor és a csapat éppen pihent, Elvis egy régi blues számot (That’s All Right) adott elő ugrálva, amihez a zenekar többi tagja is csatlakozott. Phillipsnek tetszett a produkció és ez lett Elvis első kislemeze és az első rockabilly szám is.
Bár a That’s All Right című szám ismerős zenei elemekből áll, teljesen újnak hatott. Tulajdonképpen blues stílusú dal volt, amelyet gyors bluegrass tempóban játszottak. Bár Bill Black slap (a húrok "tépése") technikája és Scotty Moore gitárjátéka is hozzájárul a különleges hangzáshoz, a lényeg Elvis hangján volt, amely széles skálán mozgott, valamint határtalan önbizalmat és fiatalos humort sugárzott. A trió felvett egy bluegrass számot, a Blue Moon of Kentuckyt is. Ez a felvétel a kislemez B oldalára került.
Amikor a dalt elkezdték játszani a memphisi rádióban, hamar slágerré vált és a helyi toplisták élére ugrott, valamint egyre népszerűbb kezdett lenni a déli államokban. A legtöbb hallgató nem tudta, hogy az énekes fehér vagy fekete, de a legnagyobb hallgatottságot általában a country rádióadók jegyezték. Senki sem tudta, hogy mi a neve ennek zenének, így Elvisnek a Hillbilly Cat és a King of Western Bop neveket adták. A rockabilly kifejezés csak később jelent meg, de egyből rá is ragadt a műfajra. A következő évben Elvis további négy kislemezt vett fel a már bevált stílusban. Jellemző stílusjegyek a csattogó nagybőgő, a gyors gitár, a "go man go" ordítás, csuklások, dadogások és a hangmagasság hirtelen megváltoztatása.

## Fontosabb előadói
Elvis már az első pár száma után felhívta magára a figyelmet. Tömegek tódultak a koncertjeire és rengeteg fiatal férfinak adott inspirációt a rockabilly zene műveléséhez. Hamarosan sok tehetséges énekes jelent meg a Sun stúdiójában, akik rövid idő alatt nagy népszerűségre tettek szert.
1955 végére Elvis már túl nagy falatnak tűnt egy független kiadónak (például a Sun), így Phillips eladta Presley szerződését az RCA Victor kiadónak 40000 dollárért. A pénzből nagyobb és modernebb stúdiót hozott létre a többi tehetséges zenész számára.
Híres előadók a Sun Recordstól:
- Carl Perkins – A rockabilly "himnusz", a Blue Suede Shoes szerzője. Karrierjét derékba törte egy szörnyű autóbaleset, amikor éppen New Yorkba tartott, hogy szerepeljen egy tévéműsorban. Habár teljesen felépült, a karrierjét nem sikerült újra rendbehoznia. Sok vad és szívből jövő számot írt az 1950-es években, de egyik sem lett sláger.
- Jerry Lee Lewis – A Gyilkos, Az apja farmján termelt tojásokból származó bevétel segítségével utazott Memphisbe és tett próbát a Sun Records stúdiójában. Zongorajátéka és színpadi megjelenése egyedülálló volt. Gyakran a lábával zongorázott, dobálta a széket a színpadon, megrohamozta a közönséget és meggyújtotta a zongorát. Feleségül vette 13 éves unokahúgát, amelyen a konzervatív amerikaiak megbotránkoztak és Jerry Lee hamar elvesztette népszerűségét.
- Roy Orbison – Habár Roy a balladáiról híres, amelyeket a 60-as évek elején vett fel a Monument Recordsnál, pályafutását rockabilly énekesként kezdte a Sunnál. A legtöbb felvétele (például Ooby Dooby) helyi sláger volt és főleg a későbbi rockabilly előadók és rajongók körében maradt népszerű.
- Johnny Cash – Cash tipikus country énekes volt és ő írta a Rock 'n' Roll Ruby című rockabilly dalt társának, Warren Smithnek.

A Sun kiadónál tevékenykedtek olyan kevésbé ismert előadók is, mint például Billy Lee Riley, Sonny Burgess, Charlie Feathers és Warren Smith. Habár nekik és ismeretlen társaiknak is volt egy pár jó felvételük, tehetségben nem érték utol a fent említett zenészeket. Az 1980-as évek elején felfedezték őket az európai rockabilly rajongók, akik turnékat szerveztek számukra és mesterré illetve élő legendává avanzsálták őket.Ez főleg annak volt köszönhető, hogy a legtöbbjük még életben volt és nem zárkóztak el a fellépésektől. Nem voltak egy szinten a rockabilly csillagaival (Elvis, Buddy Holly, Jerry Lee stb.) és inkább csak tanúi voltak a zenetörténelem egy fontos pillanatának.
Más kiadóknál is találhatunk még híres rockabilly előadókat, akik nagy népszerűségnek örvendtek és jelentős inspirációt adtak a jövő rockzenészeinek. A legtöbbjük fiatalon meghalt balesetben.
- Buddy Holly – A texasi Lubbockból származó énekes a Decca kiadó nashville-i részlegénél majd az új-mexikói Coral és Brunswick leányvállalatánál vett fel dalokat. Tehetséges gitáros, dalszövegíró és énekes volt, a legtöbb slágere (That’ll Be the Day, Peggy Sue) saját szerzemény. Bandája a The Crickets volt. 1959-ben repülőgép-szerencsétlenségben halt meg, dalai sokáig népszerűek maradtak (főleg Angliában) és nagy hatással voltak a későbbi zenészek munkásságára.
- Johnny Burnette – A memphisi előadó és zenekara, a Rock ’N’ Roll Trio egy tehetségkutató műsorba kaptak meghívást, amikor Elvis elindult a hírnév felé vezető úton. Az 50-es évek egyik legvadabb rockabilly számait adták elő, de egyike sem lett sláger. A You’re Sixteen című dala Ringo Starr feldolgozásában később sláger lett. 1964-ben halt meg csónakázás közben.
- Gene Vincent – Fekete bőrkabátjával valamint a szexről és a veszélyről szóló dalaival nevezhetnénk akár a rockzenészek etalonjának is. Bandája a Blue Caps nagyon tehetséges volt és hatalmas energiát adott a daloknak. A Be-Bop-A-Lula milliós eladásai után csökkent a népszerűsége az Amerikai Egyesült Államokban, de Európában sokáig közkedvelt maradt és jelentősen befolyásolta a következő generáció zenészeit a földrészen.1971-ben belehalt egy fekély elfertőződésébe.
- Eddie Cochran – Tehetséges gitáros és dalszövegíró volt. Ismertebb dalai a Summertime Blues, a C’mon Everybody, a Sittin’ in the Balcony, és a Something Else. 1960-ban Gene Vincenttel turnézott Angliában, ahol nagy népszerűségre tettek szert. Egy angliai úton halt meg autóbalesetben.
- Rick(y) Nelson – Karrierje szülei téveműsorában indult, nagy tehetsége volt a rockabilly zenéhez. Az 50-es évek végén és a 60-as évek végén rengeteg slágert gyártott, mint például a Hello Mary Lou, Lonesome Town, Travelin’ Man, és a Poor Little Fool. Sok híres zenésszel (Johnny Burnette, James Burton) együtt dolgozott számain. 1964 után vesztett népszerűségéből, mivel a rockabilly eddigre már nosztalgiának számított. 1985-ben halt meg repülőgép-szerencsétlenségben.

Akadtak női előadók is (Wanda Jackson, Janis Martin, Jo Ann Campbell, Alys Lesley), akik kisebb sikereket elértek ugyan, de hatásuk a későbbi műfajokra inkább csak a rockabilly feltámadásakor megjelenő énekesnőknek (Becky Hobbs, Rosie Flores) volt.
A rockabilly az 1950-es évek második felében volt népszerű az Egyesült Államokban, de 1960-tól teljesen eltűnt a rádiók repertoárjából. Angliában az 1960-as évek közepéig tartott a rockabilly láz. A klasszikus rockabilly korszak Buddy Holly 1959-es halálával lezárult.

## Hatásai a Beatlesre és a "Brit Invázió"
A brit rockabilly rajongók első generációja (Teddy Boy) VII.Eduárd korabeli hosszú szalonkabátot, fekete csőnadrágot és vastagtalpú cipőt (creeper) hordott. Az 1960-as évek elején helyüket a rocker (nem azonos a maival) szubkultúra vette át, akik a klasszikus greaser (amerikai szubkultúra az 1950-es években) szerelést hordták, úgymint póló, farmer, bőrdzseki és befésült pompadour hajviselet. Főleg Gene Vincentet hallgattak és híresek voltak a modokkal való harcaikról, akik az amerikai soul zenéért és az újabb brit együttesekért (The Who, Small Faces) rajongtak. Akik nem tömörültek ezen csoportokba, általában zenekart alapítottak.
Ilyen zenekar volt a Beatles is. John Lennon Buddy Holly Crickets (eredeti neve The Beatles volt) zenekara iránt érzett tisztelete jeléül választotta az együttes nevét és a fekete bőrdzsekit is átvették Gene Vincenttől. Zeneileg Carl Perkins, Buddy Holly és Gene Vincent stílusát ötvözték. A tagok az együttes feloszlása után is érdeklődtek a rockabilly után. John Lennon 1975-ben jelentette meg a Rock 'n' Roll című albumát, amelyen rockabilly slágereket dolgozott fel. A borítón ő szerepelt Gene Vincent stílusú ruhában. Ringo Starr ugyanekkor dolgozta fel Johnny Burnette You're Sixteen című dalát, amely a slágerlisták élére került. Az 1980-as években Paul McCartney Carl Perkinsszel énekelt duettet, George Harrison pedig Roy Orbisonnal játszott együtt a Traveling Wilburys zenekarban. 1999-ben Paul McCartney rockabilly feldolgozás-albumot jelentetett meg Run Devil Run néven.
A brit együttesek közül nemcsak a Beatlesre hatott a rockabilly. A Rolling Stones Buddy Holly Not Fade Away számát dolgozta fel egy korai számában. A The Who annak ellenére, hogy a modok kedvence volt, Eddie Cochran Summertime Blues című számát dolgozta fel a Live at Leeds albumán. Sok gitáros is rajongott a rockabillyért. Jeff Beck egy tiszteletalbumot készített Gene Vincent emlékére, amíg Jimmy Page és zenekara, a Led Zeppelin felajánlotta magát Elvisnek mint háttérzenekar, de ezt a Király nem fogadta el. Később Robert Plant és Jimmy Page a Zeppelinből egy albumot jelentetett meg az 50-es évek tiszteletére The Honeydrippers: Volume One címmel.

## Elvis visszatérése és a nosztalgia
1968-ra a "Brit Invázió" letaszította a trónról az addig uralkodó műfajokat. A legtöbb rockabilly zenész (például Jerry Lee Lewis, Carl Perkins) a country zenében keresett menedéket, Elvis pedig meglehetősen vacak filmekben szerepelt és úgy tűnt, mintha kiment volna a divatból.
1968 decemberében Elvis megjelent az NBC-TV egyik különkiadásában. Bőrszerelésével és szívhez szóló dalaival az addiginál nagyobb érzelmi reakciókat váltott ki a közönségből. A Comeback Special esemény hatalmas izgatottságot gerjesztett és új számaival megint a slágerlisták élére került. A Suspicious Minds, a Promised Land és a Burning Love című számai Presley klasszikus stílusát idézték és külföldön is slágerek lettek.
Ezután megújult az érdeklődés az 50-es évek zenéi iránt. Egy San Franciscó-i zenekar, a Creedence Clearwater Revival az egyik legsikeresebb lett azon zenekarok közül, akik régi rockabilly számokat dolgoztak fel valamint új számokat írtak ilyen stílusban. Don McLean Buddy Holly haláláról szóló dala (American Pie) hatalmas sláger lett. 1973-ban George Lucas filmje, az American Graffiti megalapozta a 70-es évek nosztalgiára épülő iparát és elindította az 50-es évekről szóló nosztalgiafilmek sorát. Linda Ronstadt Buddy Holly, Roy Orbison és Everly Brothers dalok soft-rock feldolgozásával vált népszerűvé.

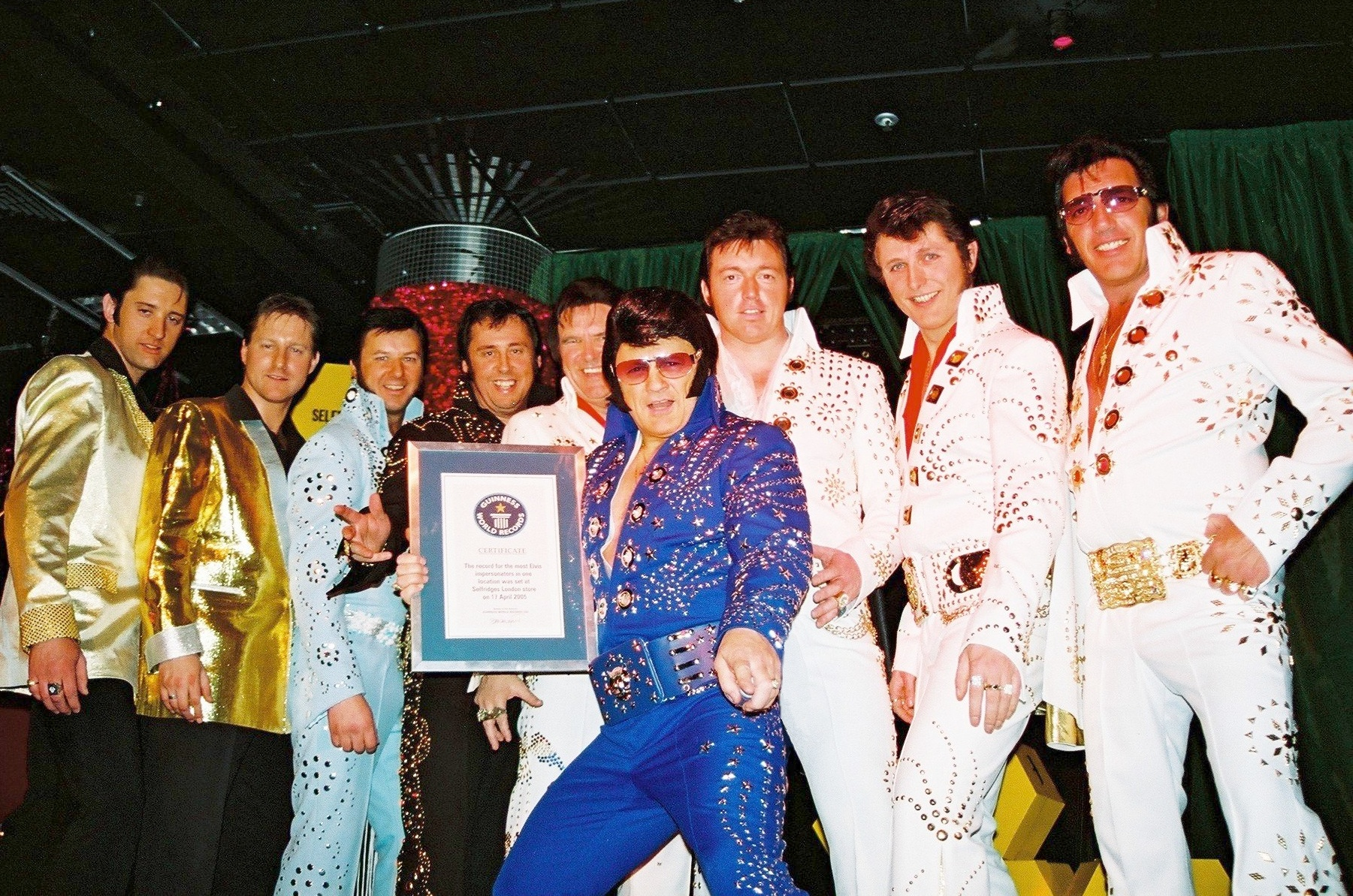
Elvis-imitátorok

Elvis 1977-ben bekövetkezett halála után jelentősen megnőtt a vele kapcsolatba hozható filmek, könyvek és feldolgozások száma. Ekkor jelentek meg az Elvis-imitátorok is, akik a kevésbé élvezhető feldolgozásaik ellenére is felhívták az emberek figyelmét a rockabillyre.
A 70-es években két film is készült, amely visszaadta többé-kevésbé a zene izgatottságát, noha sok tényt pontatlanul közölt. A The Buddy Holly Story főszereplője, Gary Busey jó alakítást nyújtott, de Holly rokonai és közeli barátai pert indítottak a film ellen, mivel a forgatókönyv sok helyen eltért az igazságtól. A másik ilyen jellegű film, az American Hot Wax volt, amely Alan Freed lemezlovas életéről szólt.

## A rockabilly feltámadása
A legtöbb fiatalnak elege lett a hetvenes évek közepére a pökhendi hangvételű art rockból. Egyesek teljesen "levetkőztették" a rockzenét, és megalkották a három akkordból álló punkot. Mások visszatértek egészen a gyökerekhez, a rockabillyhez, és a 70-es évek végére feltámasztották a rockabillyt, bár nagyobb népszerűségre az 1980-as évek elején tettek szert.
Fontosabb előadók:
- Robert Gordon – Egy New York-i punk zenekar, a Tuff Darts énekese volt, majd 1977-től régi rockabilly slágerek előadásával kezdett foglalkozni. Ő már megpróbálta az 50-es évek zenészeinek energiáját és lendületességét átvenni, nemcsak szórakozásból játszott. Link Wray gitárossal felvettek egy albumot, amely Billy Lee Riley Red Hot című számának feldolgozásával kisebb sikereket ért el. Ezt négy album követte 1981-ig. Fáradhatatlanul turnézott az országban, ezzel is hatalmas inspirációt adva sok hallgatónak és zenésznek, akik érdeklődtek a rockabilly után.
- Dave Edmunds és a Rockpile – 1970-ben Smiley Lewis I Hear You Knocking című dalának feldolgozásával kisebb sikereket ért el. A korai 70-es években egy stúdióban dolgozott, majd 1975-ben Nick Lowe dalszövegíróval létrehozta a Rockpile zenekart. Rockabilly stílusú számaikkal sikereket értek el és Nagy-Britanniában, valamint az Amerikai Egyesült Államokban turnék révén lettek népszerűek. Edmund felkarolta azokat a fiatal zenészeket, akik érdeklődtek a rockabilly és az 50-es évek zenéi után. Közéjük tartozott a később nagy sikerű Stray Cats is.
- Shakin' Stevens – walesi énekes, aki Elvis imitálásával lett híres az Egyesült Királyságban. 1980-ban a Blasters' Marie, Marie című számának feldolgozása bejutott a brit Top20-ba, és a felgyorsított tempójú számai is (például This Ole House, Green Door) komoly sikereket értek el Európában. Az 1980-as években lemezeladás szempontjából felülmúlta Michael Jacksont, Prince-t és Bruce Springsteent is. Bár Európában hatalmas népszerűségnek örvendett, Amerikában nem tudott számottevő sikereket elérni. 2005-ben újra a slágerlisták élére került egy a legjobb számait tartalmazó válogatással.
- The Cramps – punkzenekarként indult és eleinte a legendás New York-i CBGB szórakozóhelyen léptek fel rendszeresen. Később a legprimitívebb és legvadabb rockabilly játszották, a dalok szövege (Human Fly, I Was a Teenage Werewolf) pedig a régi autósmozikban vetített horrorfilmek világát idézte. Lux Interior az együttes énekese hihetetlen energiát sugárzott a színpadról. Az együttes rajongói alkották meg a psychobilly zenei stílust (például Meteors).

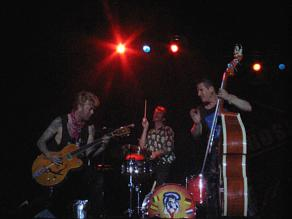
Stray Cats koncert közben

- Stray Cats – Az egyik legsikeresebb neo-rockabilly zenekar. 1979-ben alapította három Long Island-i iskolatárs, Brian Setzer, Lee Rocker és Slim Jim Phantom. Teljesen átvették Gene Vincent öltözködési stílusát kiegészítve feltűnően belőtt pompadour frizurával és sok tetoválással. Mivel New Yorkban nem figyeltek fel rájuk, 1980-ban Londonba utaztak, bízva abban, hogy ott aktívabb rockabilly közösséget találnak. A Rolling Stones és Dave Edmunds már korán felfigyelt rájuk és segítségükkel hamar el is készíthették első felvételeiket, amelyek közül három szám bekerült a brit Top10-be és első két albumuk jelentős számban kelt el. Ezután visszatértek az Egyesült Államokba, ahol szerepeltek a Fridays című tévéműsorban, majd az angol EMI kiadó karolta fel őket, első videóikat elkezdték vetíteni az MTV-n és harmadik albumuk, a Rant ‘N’ Rave with the Stray Cats is megjelent. 1983-ban már hatalmas népszerűségnek örvendtek, de 1984 végén személyes konfliktusok miatt feloszlottak. Setzer szólóban játszott tovább rockabillyt és swinget, Rocker és Phantom zenekart alapított, valamint szólókarrierjüket is építeni kezdték. A zenekar néha összeáll még egy turné esetleg egy album kedvéért, de korábbi sikereiket már nem tudják elérni.
- Blasters – Az együttest egy downey-i testvérpár, Phil (énekes) és Dave Alvin (gitáros és dalszövegíró) alapította. A fiúk korán megismerkedtek legendás rhythm 'n' blues énekesekkel (Big Joe Turner, Willie Dixon és Lee Allen szaxofonos), akik bevezették a testvéreket az amerikai népzene (Americana) rejtelmeibe. Az 1970-es évek végén kezdtek el Los Angeles környékén koncertezni, zenéjük a klasszikus stílusokat ötvözte a punk energiájával valamint Dave Alvin energikus dalaival. Bár a Slash Records által kiadott albumok és filmszereplések nem hoztak jelentős sikert, a zenekar eladási statisztikái biztatóak voltak és stabil rajongótáboruk is kialakult. A 80-as évek végén Dave elhagyta a zenekart, Phil pedig visszament a kaliforniai egyetemre (UCLA) letenni doktorátusát. Manapaság Phil teljesen új tagokkal turnézik és alkalmanként a többi alapító tag is fellép az együttessel.
- Jason & The Scorchers – Leginkább a punk energiájával feltöltött Chuck Berry-, Hank Williams- és heavy metal-keveréknek nevezhető az együttes által játszott zene. Sokan próbálták besorolni őket már létező műfajokhoz (country punk, alternatív country), de valójában azt csinálták, amit Elvis. A legpörgősebb városi zenét összekeverték a vidéki countryval és így egy olyan új műfajt kaptak, amely többet ad, mint az addigi zenék. Habár a kritikusok kedvencei voltak és sok rajongót is szereztek, slágereket nem sikerült alkotniuk.

Az 1980-as évek elején a fentieken kívül még sok zenekar és zenész utazott rockabilly stílusban (például The Rockats, The Polecats, Zantees, The Kingbees, Leroi Brothers, Lone Justice és Chris Isaak). Szorosan kapcsolódik még a műfajhoz a roots rock mozgalom (Beat Farmers, Del-Lords, Long Ryders, The Fabulous Thunderbirds, Los Lobos, The Fleshtones, Del Fuegos), amely a történelmi amerikai stílusokhoz (blues, country, rockabilly, rhythm 'n' blues, New Orleans jazz) nyúlt vissza. Bár az MTV által sugárzott technopop és glam metal zenekarokba belefáradt hallgatóság erősen érdeklődött ezen zenék után, nagyobb népszerűséget egyik zenész sem ért el.
Ide tartoznak azon előadók is, akik Bruce Springsteen sikerein felbuzdulva lettek népszerűek. Springsteen jelentősebb sikereket az 1975-ös Born to Run albumával ért el először, amelyben erősen érezhetőek a rockabilly, a soul zene és a garázs rock 'n' roll hatásai, az 1984-es Born in the U.S.A. albumával pedig elsöprő sikereket ért el. A rádióban és az MTV-n is folyamatosan játszották a számait. Az album megjelenése után több előadó (Bob Seger, John Cougar Mellencamp, John Cafferty and the Beaver Brown Band) is követte a Bruce által "kijelölt" útvonalat.
1983-ban Neil Young country zenész kiadta Everybody's Rockin' című rockabilly albumát. Az album nem ért el sikereket és Youngot a kiadója is beperelte, mondván, hogy ez nem az ő stílusa.Ezután Neil nem készített több albumot rockabilly stílusban.
Végül a 80-as években sok country sztár lett népszerű rockabilly szerzeményeivel. Marty Stuart Hillbilly Rock és Hank Williams, Jr. All My Rowdy Friends Are Coming Over Tonight című albumaik talán a legjelentősebbek, de Steve Earle és a Kentucky Headhunters is készített hasonló megközelítésben dalokat. Dwight Yoakam első albuma, a Guitars, Cadillacs, Etc., Etc. punk és rockabilly körökben is népszerűek lettek, annak ellenére, hogy egyesek "túl countrynak" vélték. 1989-ben Yoakam Long White Cadillac című Blasters feldolgozása is sláger lett.
Habár e stílusok többsége vesztett népszerűségéből a 90-es évek elején a rap és a grunge fellendülése miatt, mai napig tekintélyes méretű rajongótáborral bírnak.

## A rockabilly napjainkban
A rockabilly napjainkra méretes szubkultúrává nőtte ki magát az Egyesült Államokban. A többi közösséghez hasonlóan itt is vannak jellegzetes külsőségek, fanzine-ok, fesztiválok és saját kiadók. Bár senki sem lett a rockabilly zenészek közül olyan népszerű, mint a Stray Cats az 1980-as években, a közösség jelentős mértékben megnőtt az utóbbi években. Mivel Brian Setzer a Stray Cats rockabilly együttes és a Brian Setzer Orchestra swing zenekar frontembere, így a két műfaj között van egy kis átfedés. A legtöbb amerikai nagyvárosban található aktív rockabilly közösség, főleg a nyugati parton, ahol a nevesebb fesztiválokat (Viva Las Vegas, Hootenanny) is rendezik. A rockabilly rajongók egy része foglalkozik hot rod (házilag épített járművek) autókkal is, így is jobban idézve az 50-es évek hangulatát. Az internetnek és a műholdaknak köszönhetően önálló portálokat, webáruházakat és rádiókat is működtetnek. Európában (főleg Nyugat-Európa) is népszerű a rockabilly, ahol nemcsak az új előadók, hanem a klasszikus 1950-es évekbeli zenészek dalait is szívesen hallgatják a rajongók.

## A rockabilly Magyarországon
Magyarországon a rockabilly csak a műfaj újjászületése után honosodott meg. Az 1980-as évek elején a popzenei előadók közül Komár László, Fenyő Miklós és a Hungária, annak feloszlását követően pedig a Dolly Roll próbálkozott az 1950-es évek zenéjével, ugyanakkor sokak szerint az első neo-rockabilly zenekar, a Gunning Dogs volt.
Őket sok, ma már nem létező (Boppers, Jaws, Jive5, Sonicdollz, Tom Stormy Trio, Magic Cats Rockabilly Trio, The Prison Band, Pedro and the Dogboomers stb.) és mai napig koncertező (Rockin' RockCats, Mystery Gang, Clippers Rockabilly Zenekar, Ati EDGE and the Shadowbirds, Tom White & the Mad Circus (másik nevén Ricky and the Drunken Sailors, akik a 2018-as X-Faktor 7-ik helyezettjei lettek, első magyar műfajbeli zenekarként), B'15 Truckabilly Trio, Duckers, Red Roosters, Lonesome Carroll Rock-A-Billy Show, Boys From The Cellar, Smog City Rockers, Pedrofon, Sonny and his Wild Cows, Ed Philips and the Memphis Patrol, Nitus and The Rollin' Dice (amely hazánkban az első olyan rockabilly zenekar, amelyben női énekes viszi a frontot), The Hot Road Rockabilly Band (Magyarország legjobb rockabilly – country gitárosával és női frontemberével igazi csemege ebben a műfajban, a basszust az akusztikus nagybőgő hozza), stb... együttes követte.
Autentikus rockabilly énekesnő Fenyvesi Zsófia (Rhythm Sophie), a Bombariadó Rockabilly Circus egykori énekesnője. Elsősorban a rockabilly műfajában tevékenykedik Csikány Tamás (fácán) dobos (Gunning Dogs, Mystery Gang, Tom Stormy Trio, Ed Philips and the Memphis Patrol). 
Noha a stílus szűk rétegzenének számít jelenleg, több fesztiválja is van Magyarországon, pl. Los AnGyenes, Pick Up Drive romhányi amerikai autós és rockabilly fesztivál, Zug-Low Rider, stb.

## A rockabilly külsőségei
A Stray Cats felbukkanása óta a ruha és hajviselet fontos részévé vált a rockabilly szubkultúrának. Az Egyesült Királyságban leginkább a Teddy Boy kinézetet preferálják, amíg az Egyesült Államokban főleg a greaser kinézet van divatban. Mindkét öltözködési stílusra jellemző a barkó, a szűk felhajtott szárú Farmernadrág, a vastag talpú creeper cipő, különböző övcsatok, és az Elvis vagy másképp pompadour frizura (Madame de Pompadour kurtizánról kapta a nevét), amelyet a waxhoz hasonló krémszerű pomádéval fésülnek be. Az amerikaiak gyakran viseltek még bowling és cowboy pólót valamint hawaii aloha inget.
A motoros bőrdzsekinek eleinte gyakorlati haszna is volt, mert a greaserek gyakran motoroztak és például kedvenc szórakozásuk volt egy bizonyos táv oda-vissza megtétele, mielőtt lefutna az általuk választott szám a kocsmai zenegépben.
A nők esetében is beszélhetünk az 50-es évek divatjához (petticoat, bő szoknyás ruhák, tűsarkú és balerina cipők.) való visszatéréshez, illetve a rossz lány vagy másképp pin-up stílus (Bettie Pageről mintázva) is egyeduralkodó. A jellegzetes viselet a neccharisnya, a szűk farmer, tornacipő, lófarok, virágos csat illetve hajgumi, klipszek, gyöngysorok.